# Camuy
Camuy es uno de los 78 municipios del Estado Libre Asociado de Puerto Rico. En el Censo de 2010 tenía una población de 35 159 habitantes y una densidad poblacional de 219,07 personas por km². El pueblo celebró su 200.º aniversario en 2007. Camuy es un pueblo único y unido es reconocido por su comida criolla, playas hermosas y el río Camuy. También es reconocido como "La Ciudad Romántica".

## Geografía
Camuy se encuentra ubicado en las coordenadas 18°26′44″N 66°51′47″O / 18.44556, -66.86306. Según la Oficina del Censo de los Estados Unidos, Camuy tiene una superficie total de 160.49 km², de la cual 120.06 km² corresponden a tierra firme y 40.43 km² (25.19 %) es agua. Camuy está ubicado en el Valle de Quebradillas. El municipio está rodeado por el océano Atlántico al norte. Al sur limita con Lares; al este con Hatillo y al oeste con Quebradillas. Corresponde geográficamente a la región del Llano Costanero del Norte, pero posee ligeras ondulaciones conocidas como el Llano de Quebradillas. 

## Demografía
Según el censo de 2010, había 35 159 personas residiendo en Camuy. La densidad de población era de 219.07 hab./km². De los 35 159 habitantes, Camuy estaba compuesto por el 87.9 % de blancos, el 4.1 % eran afroamericanos, el 0.3 % eran amerindios, el 0.1 % eran asiáticos, el 0 % eran isleños del Pacífico, el 5.2 % eran de otras razas y el 2.4 % pertenecían a dos o más razas. Del total de la población el 99.4 % eran hispanos o latinos de cualquier raza.

## Barrios
- Abra Honda
- Camuy Arriba
- Camuy Pueblo
- Cibao
- Ciénagas
- Membrillo
- Piedra Gorda
- Puente
- Puertos
- Quebrada
- Santiago
- Yeguada
- Zanja

## Transporte y Turismo

### Transporte y Carreteras
El sistema de carreteras de Puerto Rico tiene varias carreteras que conducen a este municipio. Las principales son la PR-2, PR-129 y la PR-119. Estas lo conectan con los municipios del Norte, Centro y Oeste de la Isla. Por otro lado, posee carreteras tercearias transcurren internamente entre sus barrios. Las principales rutas son: PR-486 que conecta el norte con el sur del territorio, la PR-455 que conecta los barrios del sur del municipio y la PR-488 que conecta con la zona rural de Hatillo (Puerto Rico).

### Sistema de Transporte
El municipio para octubre del 2022, con fondos federales inicio el programa de un sistema de transporte gratuito el cual recorre por todo el pueblo dentro del departamento de transportación municipal. El sistema se divide en 5 rutas: Blue Line, Green Line, Silver Line, Yellow Line y Orange Line. Esto en efecto ha ayudado a muchos residentes a recorrer el pueblo para hacer sus compras, citas médicas, turismo, entre otros. 
Directorio y Horario de las Rutas del Sistema de Trasporte en Camuy

### Turismo
- Parque Nacional de las Cavernas del Río Camuy[7]
- Iglesia de Piedra
- Plaza de Recreo
- Playa Peñón Amador

## Figuras Históricas
Alberto Avila Lopez
- Nacimiento: 7 de marzo de 1941 Abra Honda, Camuy PR
- Fallecimiento: 19 de marzo de 2008 Camuy, PR
- Padres: Doña Amalia "Milla" Lopez Lopez, Don Francisco "Paco" Avila Raíces
- Educación: Bachillerato en Ciencias Políticas en la Universidad de Puerto Rico. Cursos en literatura en la Universidad Católica de Ponce. Continuó sus estudios de literatura en la Universidad Complutense de Madrid, Universidad de Santiago Compostela y la Facultad de Filosofía y Letras de la Sorbona en París, Francia.
- Se convirtió en escritor en la UPR. Se le conocía más por sus reseñas deportivas que comenzaron en España en el 1966. Así comienza a hacer escrituras más intensas y distinguidas cómo artículos patrióticos sobre la historia literaria camuyana. Es el primer historiador deportivo camuyano.
- Obras más reconocidas: Mis recuerdo del Camuy Arenas, Desde las Gradas de la revista Observatorio, Palabras para Amar a Camuy.
- Frases del autor: "Camuy de mis amores", "sol siete machos" (sol camuyano), "el equipo de las once letras" (Camuy Arenas).
- Citas del autor: "La palabra nace para ser dicha, para ser escuchada y para ser escrita." Observatorio, abril de 2005.

Amalia "Milla" Lopez Lopez
- Mujer qué le dedicó 45 años a los ciudadanos más vulnerables de Camuy cómo maestra ejemplar. Toda su vida la dirigió hacia una preparación de la educación en Camuy. Su vida comienza en el Barrio Abra Honda, su lugar de natalicio en 1908. Para esa época el barrio era bien pobre, con pocos agricultores y jornaleros qué apenas podían vivir con las miserias de salario qué tenían. Al ver estas condiciones en qué vivían los jóvenes en el barrio, no tenían la oportunidad de ir a estudiar y terminaban siendo peones en las fincas. Amalia al ver cómo los niños estaban condenados a esté destino, decidió liberarlos a través de la educación. Así fue cómo decidió ser maestra. Aun ella siendo de este barrio bien pobre, su inteligencia y voluntad de hierro la hicieron resaltar y vencer cualquier obstáculo qué le aparezca. No pudo terminar la escuela superior por problemas económicos pero se matriculó en los cursos por correspondencia. Ella se pasaba en su rancho con sus vacas ya qué era donde más tranquilo estaba para estudiar. Al pasar los cursos, pudo entrar a la Universidad de PR en Río Piedras.
- Obtuvo su primer trabajo como maestra en la escuela Santiago Pendula, la nombró una norteamericana la superteniente de las escuela en Camuy llama "Miss Casey". La escuela era bien aislada y solo atendían estudiantes de tes blanca. Su amigo, Martin Cruz, la llevaba a caballo desde su hogar hasta Santiago todos los días. Ella les enseño sobre Los Tres Reyes Magos y el Rey Melchor, figuras de color ya que no comprendían que existían personas así por estar bien aislados de todos y por la época en que vivían. Para el 1936, fue maestra en Quebrada, ahí conoció a Paco Avila Raices y se casaron. Fue directora de la Segunda Unidad del barrio Mora de Isabela. Organizó la Escuela Superior en Camuy en el 1945 y fue la primera Directora. Luego fue Principal en la Escuela Elemental Urbana. Pasando los años de sus carrera, fue la Superintendente Auxiliar de Camuy. Un trabajo muy duro ya que tenía que visitar todas las escuelas rurales, algunas perdidas entre cañaverales, montañas  o rodeadas de farallones. Fundó el Círculo de Profesores Rurales de Camuy.

Felipe Martinez
- Fallecimiento 9 de enero
- Lo conocían como "El Ciego" ya que tenía lentes gruesos para poder ver mejor.
- Para los años 1950-1960, este camuyano era el único enlace que tenía Camuy con el área metropolitana, San Juan. Él en su propio carro le brindaba transportación privada, en una época donde muy poca gente podía gozar del mismo y dependía de la pública para realizar sus deberes diarios. Gracias a él, Alberto Avila Lopez pudo culminar sus estudios en la Universidad de PR en Río Piedras como también a muchos estudiantes camuyanos que fueron personas con profesiones prestigiosas. Para ese entonces no existían becas federales, solo legislativas que daban para pagar el hospedaje en San Juan, Felipe se encargaba de buscarle trabajo a los estudiantes para que pudieran costearse sus estudios universitarios.
- En honor a Felipe Martinez, se realizó el Terminal para carros públicos gratis en el pueblo de Camuy.